# Madatyphlops arenarius
Madatyphlops arenarius är en ormart som beskrevs av Grandidier 1872. Madatyphlops arenarius ingår i släktet Madatyphlops och familjen maskormar.
Inga underarter finns listade i Catalogue of Life.
Artens utbredningsområde är Madagaskar. Denna orm förekommer med flera från varandra skilda populationer på öns västra och södra sida. Arten lever i låglandet och i kulliga områden upp till 400 meter över havet. Den vistas i torra skogar i sanddyner och i kulturlandskap. Honor lägger ägg.
För beståndet är inga hot kända. Hela populationen anses vara stabil. IUCN listar arten som livskraftig (LC).